# Unterbreidenbach
Die Ortschaft Unterbreidenbach ist ein Ortsteil der Gemeinde Lindlar, Oberbergischen Kreis im Regierungsbezirk Köln in Nordrhein-Westfalen (Deutschland).

## Lage und Beschreibung
Unterbreidenbach liegt südwestlich von Lindlar und östlich von Linde in der Nähe von Brückerhof und Mittelbreidenbach.

## Geschichte
1413 wurde der Ort das erste Mal urkundlich als Breidenbech erwähnt.

## Sehenswürdigkeiten
- zwei Fachwerkhäuser (16. und 18. Jahrhundert)
- Wegekreuz

## Busverbindungen
Schulbushaltestelle Unterbreidenbach:
- Z51 Unterbreidenbach – Oberbreidenbach – Spich – Frangenberg – Linde-Bruch (Schulbuszubringer)